# Zoorasia
Koordinaten: 35° 29′ 39,6″ N, 139° 31′ 36,3″ O
Zoorasia (jap. ズ－ラシア, zūrashia) ist ein Zoo, der sich in Yokohama in der Präfektur Kanagawa  im Osten der Insel Honshū befindet. Das Zentrum der japanischen Hauptstadt Tokio liegt etwa 30 Kilometer entfernt im Nordosten. Der offizielle Name des Zoos lautet Zoologischer Garten Yokohama (よこはま動物園, Yokohama dōbutsuen). Um einen prägnanteren Namen zu finden, wurde eine Volksabstimmung durchgeführt, bei der sich die Bevölkerung für den Namen Zoorasia entschied. Dieser setzt sich als Kofferwort aus den Wörtern Zoo und Eurasia zusammen.

## Geschichte
Zoorasia wurde im April 1999 in einem Park am nordwestlichen Stadtrand von Yokohama auf einer Fläche von 28,9 Hektar mit 315 ausgestellten Tieren in 59 Arten eröffnet und wurde im Laufe der Jahre mehr und mehr vergrößert. Eine der ersten Anlagen war eine Nachbildung des afrikanischen Regenwaldes, in der u. a. Okapis gezüchtet wurden. 2001 wurde dort erstmalig in Japan ein Jungtier geboren.
Im April 2007 überschritt die Zahl der Besucher seit der Eröffnung die 10-Millionen-Grenze. 2009 wurden neue Anlagen für Primaten in Betrieb genommen, die auch die selten in Zoos gehaltenen Nasenaffen zeigten. Im gleichen Jahr eröffnete ein Nachttierhaus. Zum 20-jährigen Jubiläum des Zoos wurde 2019 eine Festschrift zur Geschichte des Zoos herausgegeben.

## Anlagenkonzept und Tierbestand
Auf dem ca. 53 Hektar großen Gelände des Zoos werden etwa 530 Tiere in rund 100 Arten gehalten (Stand: 31. März 2023). In erster Linie werden Säugetiere, Vögel und Reptilien gezeigt. Neben den Anlagen für Tiere wird auch auf die gärtnerische Gestaltung Wert gelegt und es ist eine Vielzahl an Pflanzen zu sehen. Das Anliegen des Zoos ist es, den natürlichen Lebensraum der Tiere nach Klimazonen nachzubilden und so den Besuchern einen Einblick über das Zusammenleben von Tieren und Pflanzen in ihrer natürlichen Umwelt zu vermitteln. Der Zoo ist in mehrere Sektionen unterteilt, die überwiegend nach ihren geografischen Vorkommensgebieten gruppiert sind. Zu den Hauptattraktionen des Zoos zählen die folgenden Bereiche: Zentralasien, Tropisches Asien, Afrikanische Savanne, Afrikanischer tropischer Regenwald, Amazonien, Tiere Australiens in der Sektion Ozeanien, Fauna der kaltgemäßigten Klimazone (Subarktis) sowie Japanische Tierwelt, wo u. a. eine Gruppe von Japanmakaken gehalten wird.
Außerdem enthält das Gelände einen großen Spielplatz und einen Streichelzoo, wo Kinder auf Ponys reiten und Haustiere füttern können. Weiterhin gibt es Informationstafeln, mehrere Restaurants und Cafés sowie einen Andenkenladen.

## Arterhaltungs- und Schutzprogramme
Zoorasia beteiligt sich an einer Vielzahl von Arterhaltungs- und Schutzprogrammen weltweit. Im Rahmen spezieller Arbeitsgruppen von Wissenschaftlern und Zoologen werden Konservierungszuchtpläne von gefährdeten Arten unterstützt. Der Zweck und die Bedeutung der Ausstellung und Zucht von Wildtieren werden darin gesehen, den Menschen zu helfen, einen Einblick in die Ökologie und das Verhalten von Wildtieren zu erhalten. Das Ziel ist es, den Menschen die Bedeutung einer Welt zu vermitteln, in der Menschen und wilde Tiere gemeinsame Lebensräume ungehindert und verträglich teilen.

## Galerie
Nachfolgende Bildreihe zeigt einige Tierarten aus dem Bestand des Zoos:

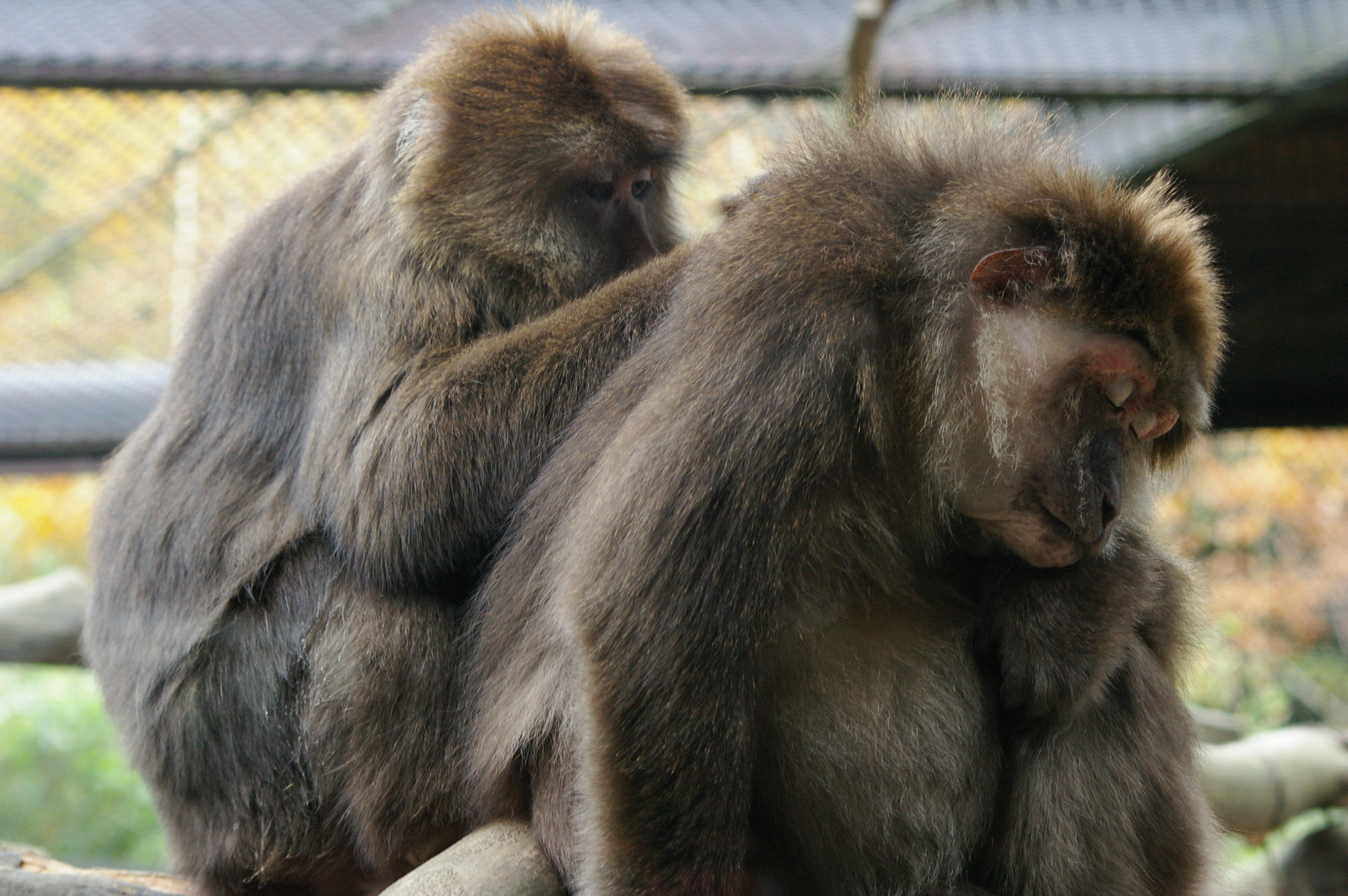
Japanmakaken
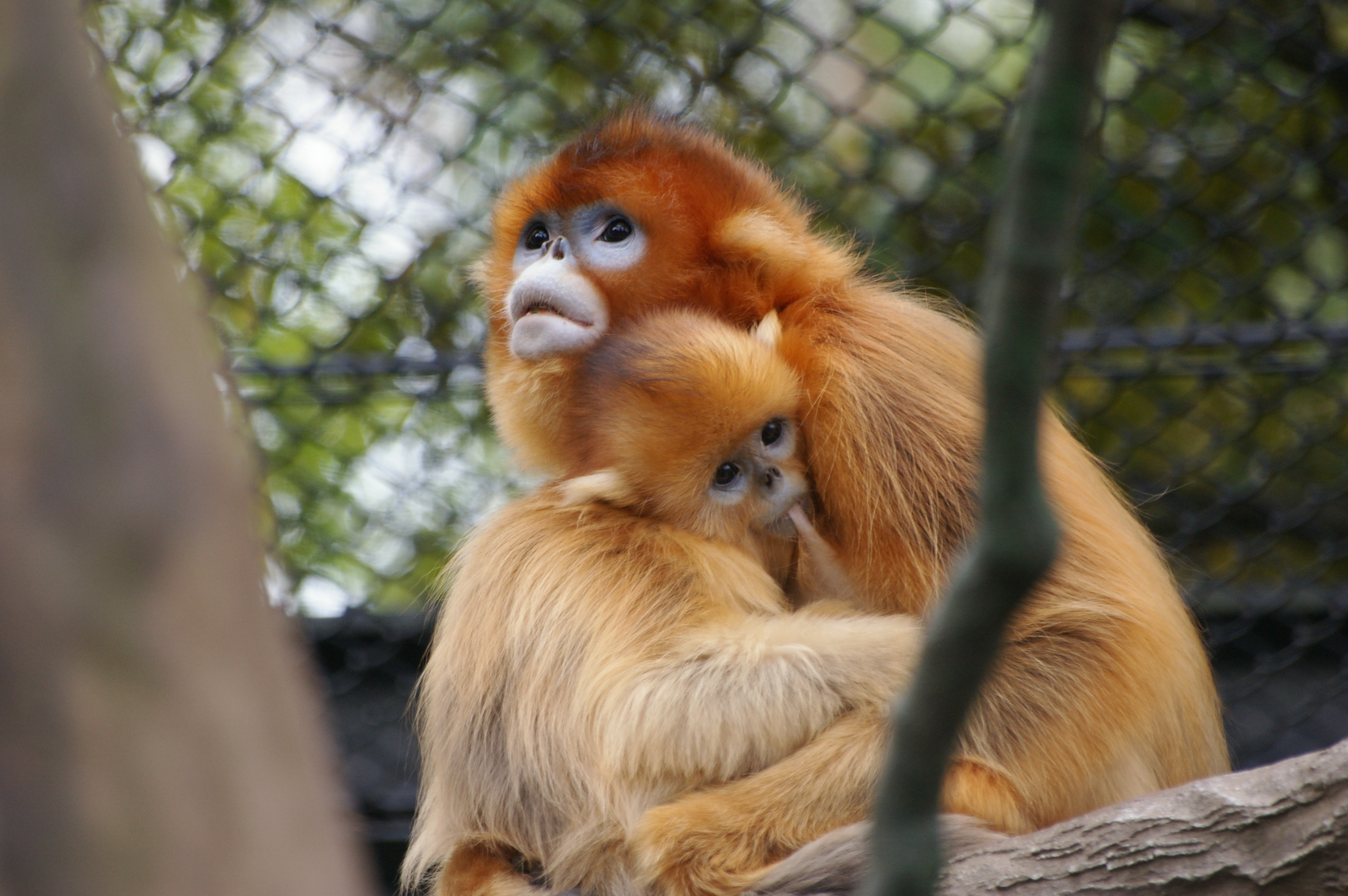
Goldstumpfnasen
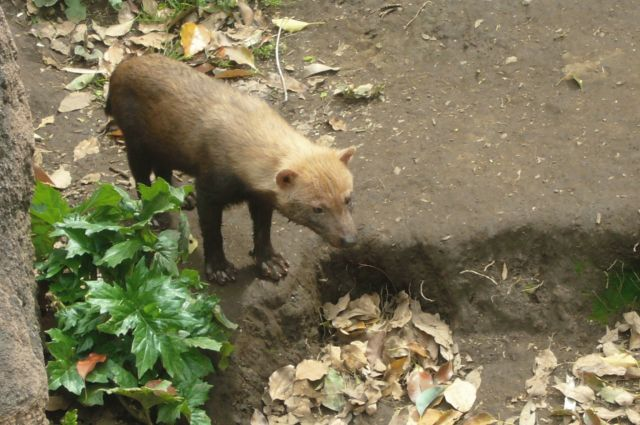
Waldhund
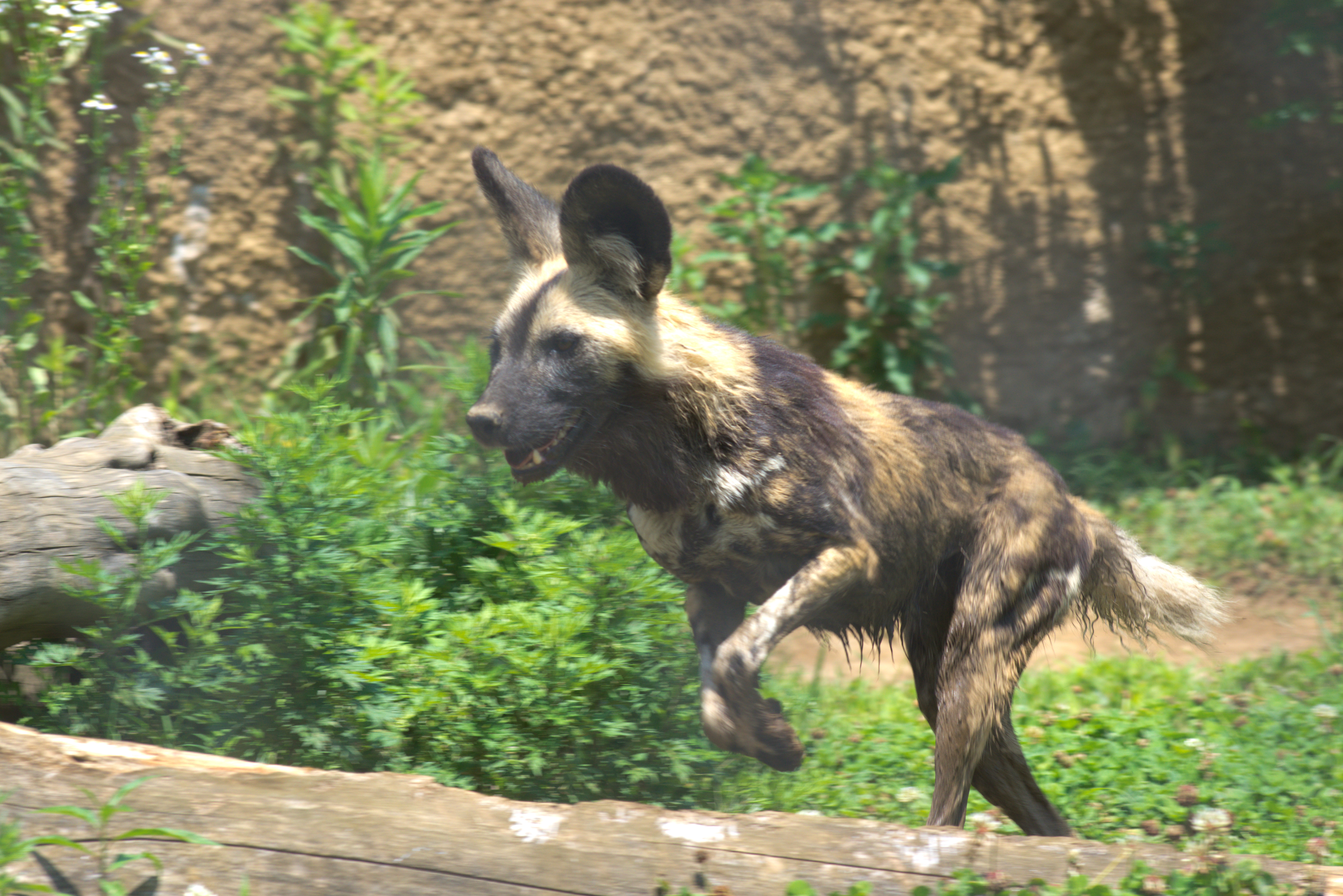
Afrikanischer Wildhund
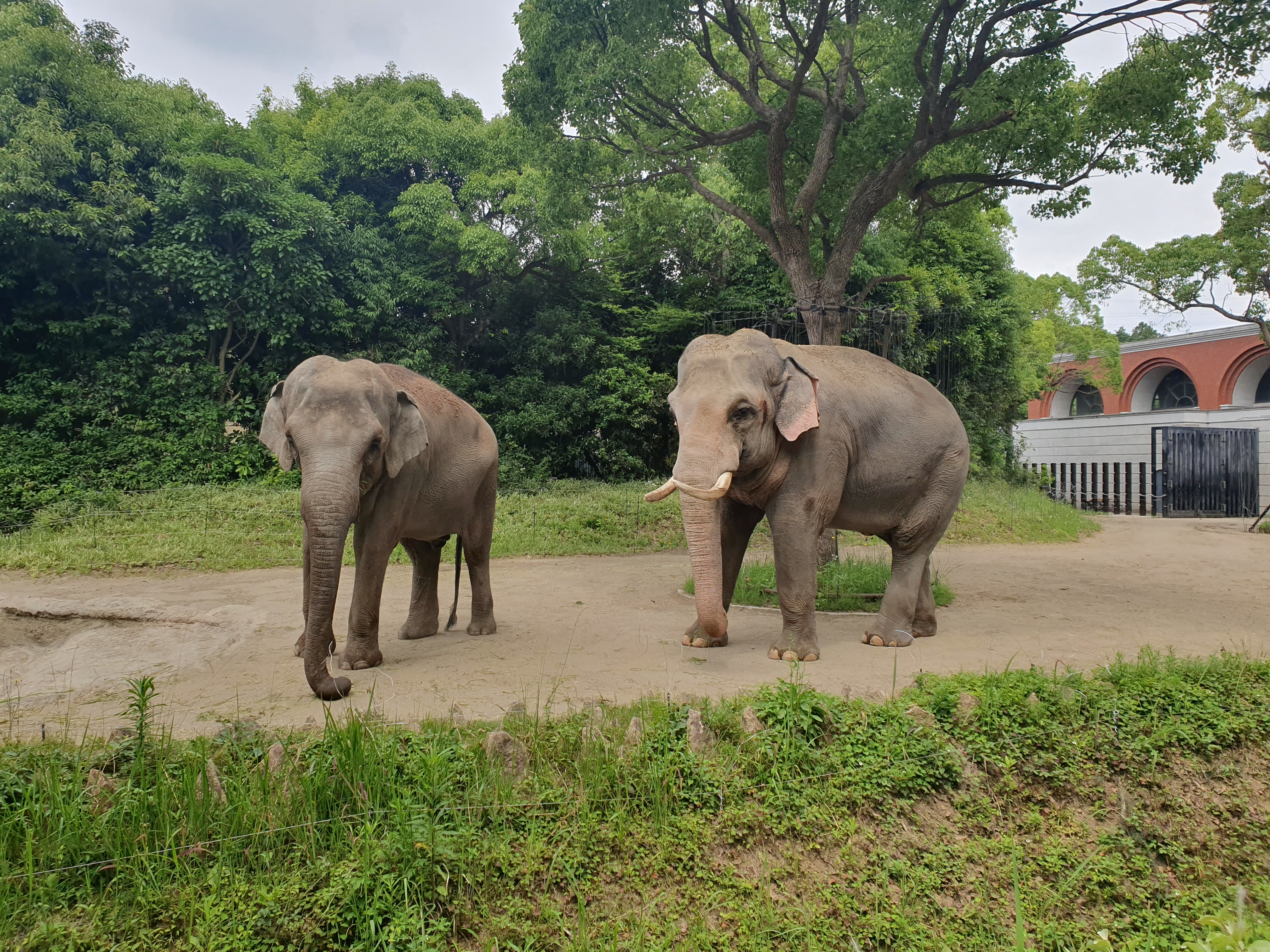
Asiatische Elefanten
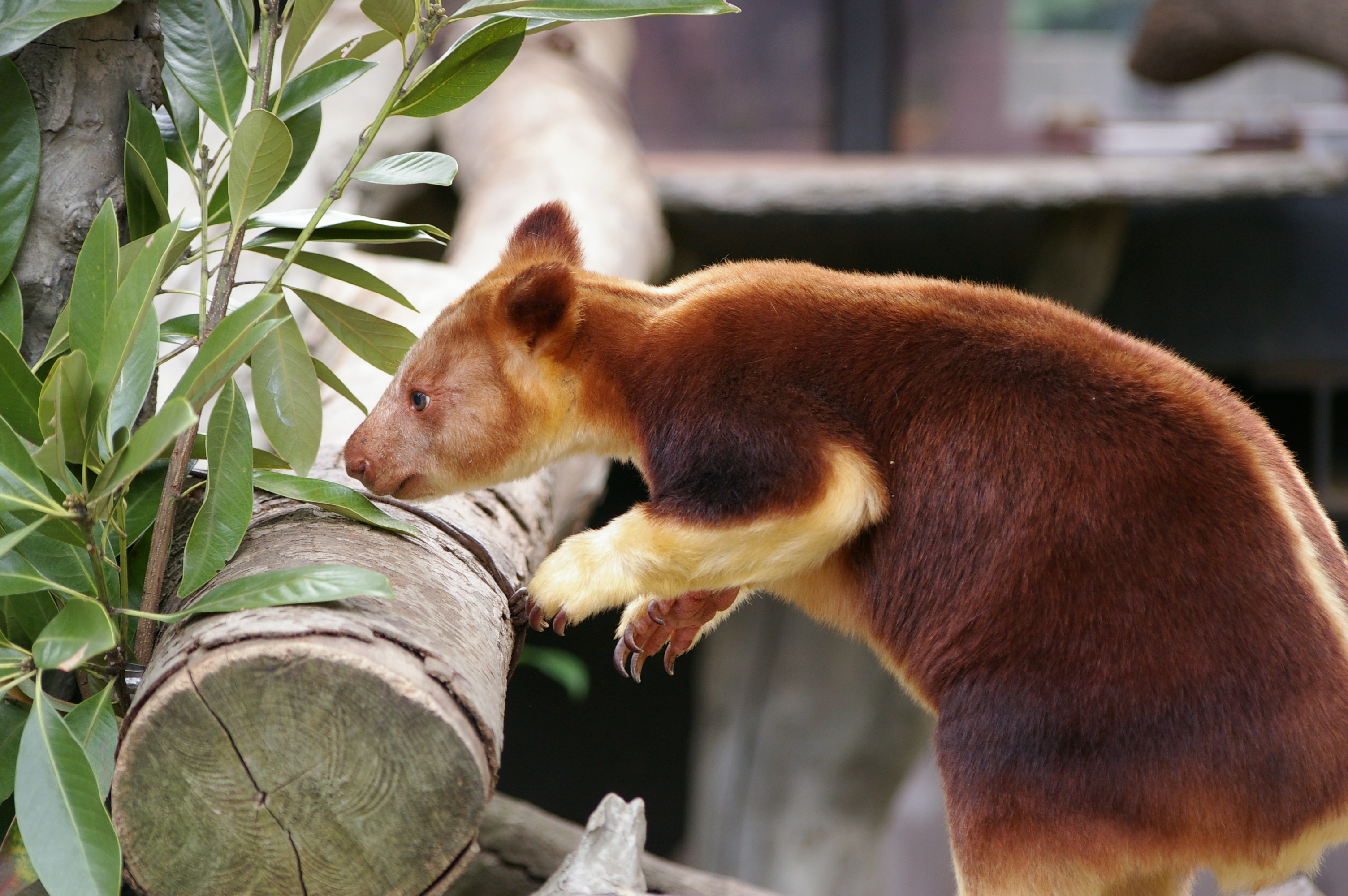
Goodfellow-Baumkänguru
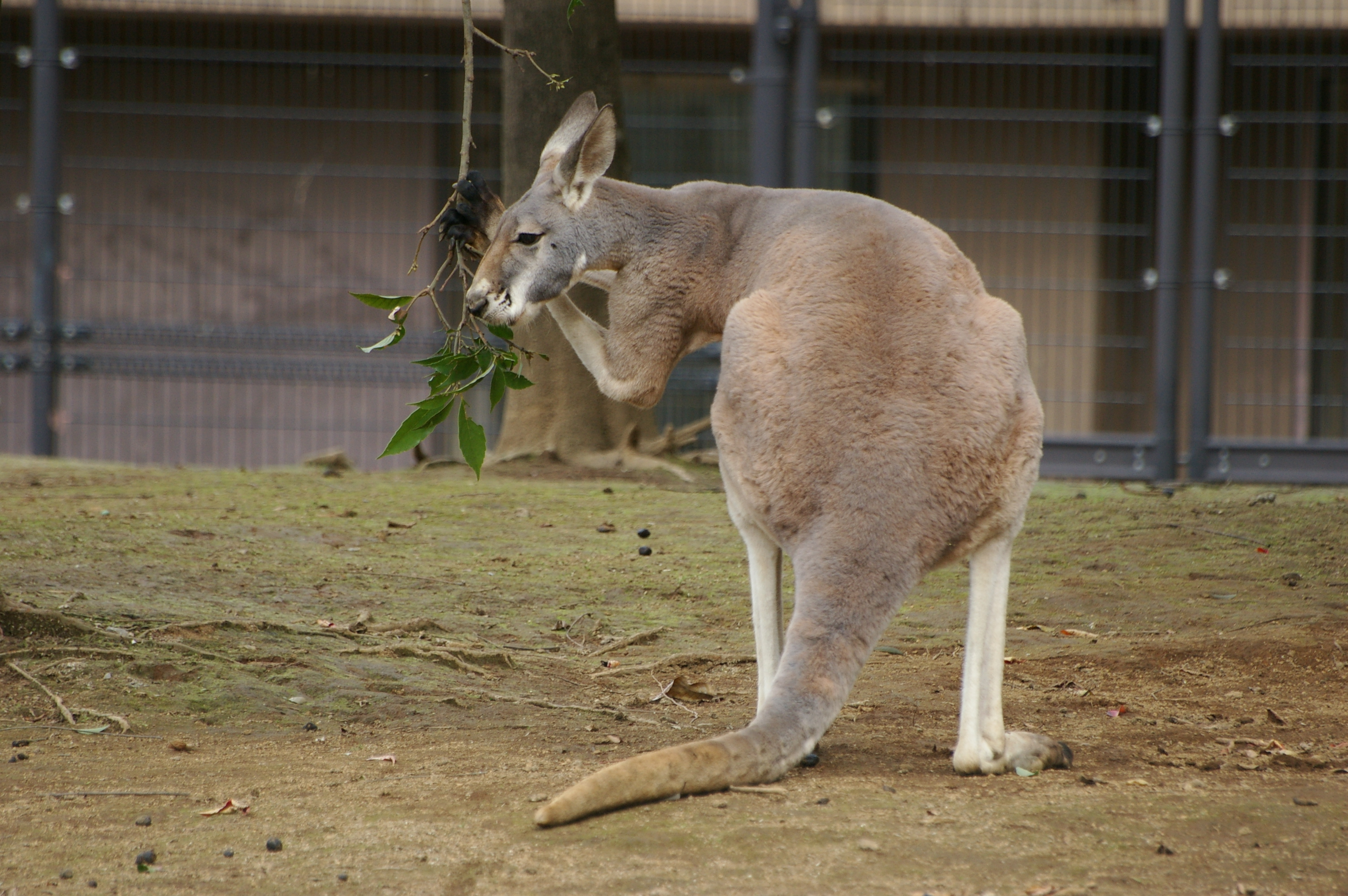
Rotes Riesenkänguru
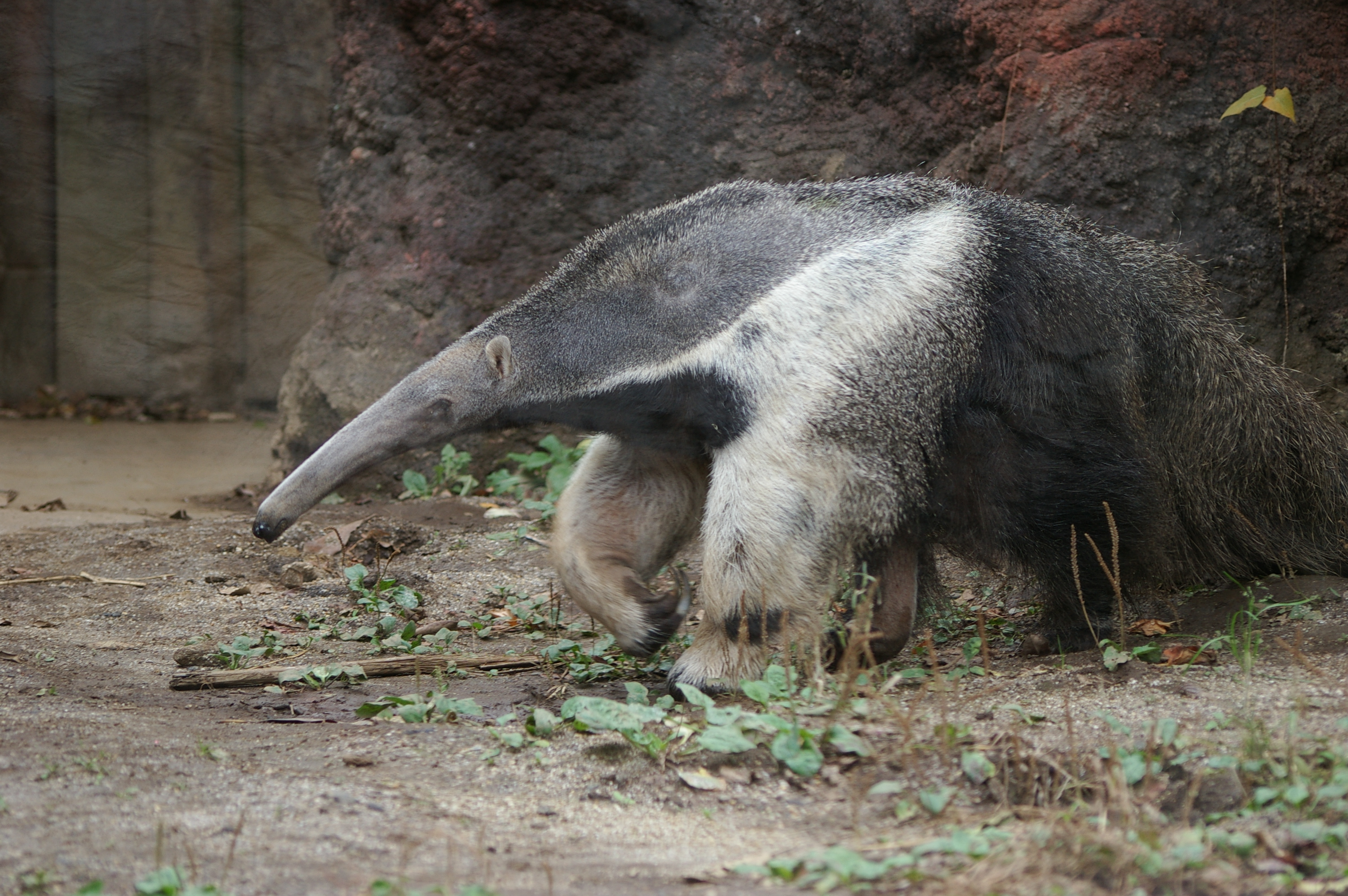
Großer Ameisenbär
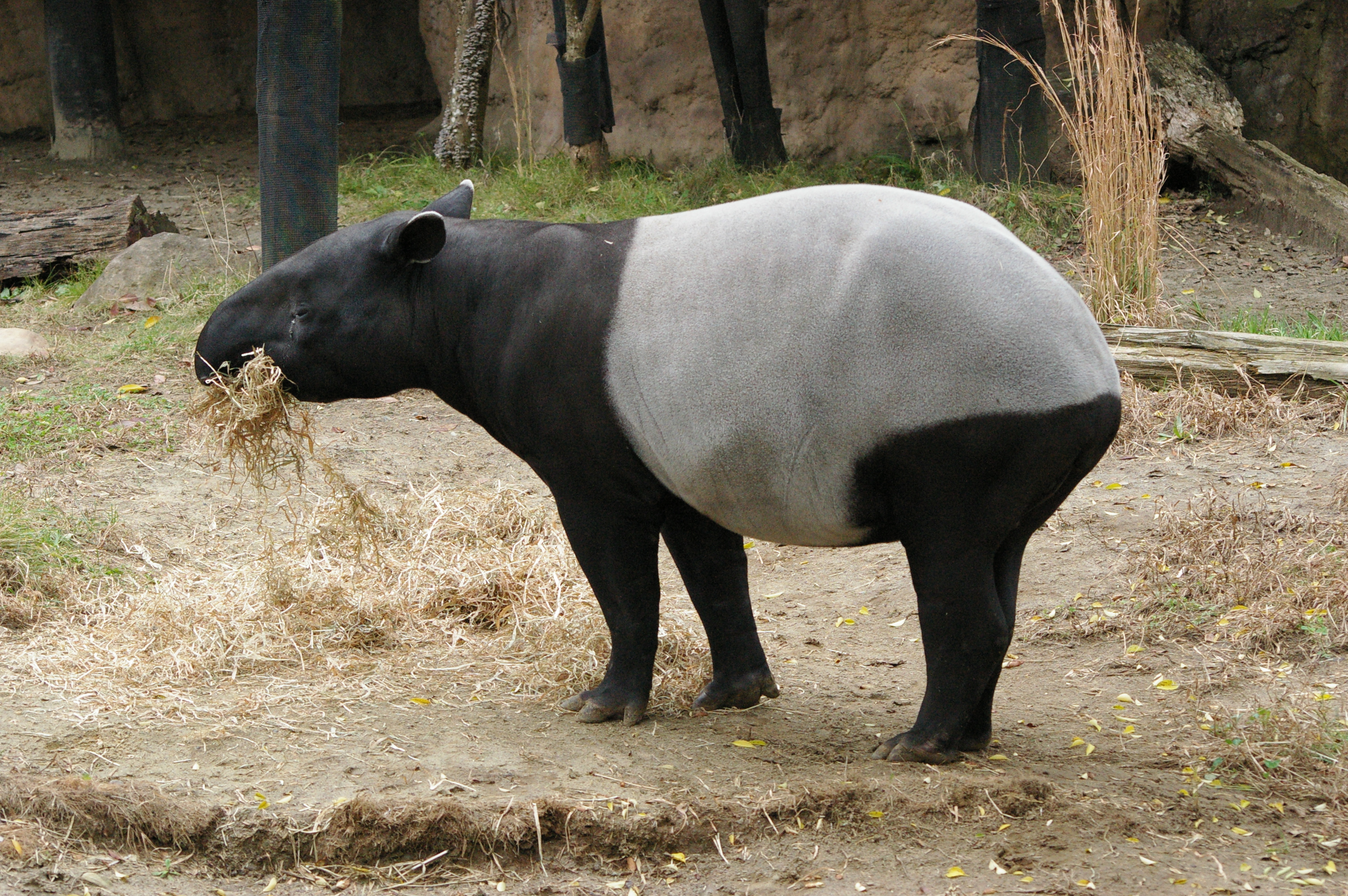
Schabrackentapir
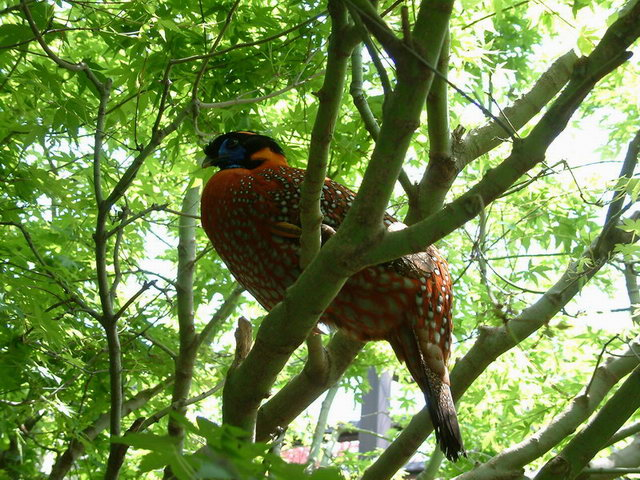
Satyrtragopan